# Eva Mylott
Eva Theresa Mylott (Tuross Head, 27 febbraio 1875 – Chicago, 20 marzo 1920) è stata un contralto australiana.

## Biografia
Figlia di Patrick Mylott, un importatore di vino e di Mary Heffernan (la figlia di Edmund e Honora Heffernan), erano provenienti dall'Irlanda e immigrati in Australia. Mylott divenne un pupillo di Nellie Melba e nel 1902, andò in Europa con lei a perseguire una carriera operistica al di fuori dell'Australia.
Il 17 giugno 1917 a New York, ha sposato l'imprenditore John Hutton Gibson (morto nel 1933); hanno avuto due figli: Peter Hutton Gibson nel 1918 e Alexis Mylott Gibson.
Mylott morì nel 1920, all'età di 44 anni, a Chicago, dopo essere scivolata sotto la doccia e ferendosi il collo, lasciando a due anni Hutton e il neonato Alexis alla cura del marito, morto tredici anni più tardi.
Mylott era la nonna paterna dell'attore e regista Mel Gibson ed è stata anche legata alla famiglia della pianista australiana Tamara Anna Cislowska.